# Поляне (Псковская область)
Поля́не — деревня в Велейской волости Пушкиногорского района Псковской области России.
Расположена в 18 км к югу от посёлка Пушкинские Горы.

## Население
| 2001 | 2002 | 2010 |
| ---- | ---- | ---- |
| 368  | ↘300 | ↘207 |

Численность населения составляет 368 человек (2000 год).

## История
В Писцовых Книгах 1585-87 гг. упомянут Погост Поляне, как центр Полянской губы Вороночского уезда.
С 1995 до 2015 года являлась административным центром Полянской волости.